# Wellersberg (Siegen)
Der Wellersberg ist ein 346 m hoher Berg im Stadtgebiet Siegens in Nordrhein-Westfalen. Der Berg liegt etwa 1,5 km nordwestlich des Stadtzentrums am Siegberg.
Die Spitze des Wellersberges ist unbebaut, am Westhang liegt der Hermelsbacher Friedhof, am Osthang die DRK-Kinderklinik Siegen.
Gruben am Berg waren zum Beispiel Friedrichshoffnung und Eisenberg.
Zwischen dem Berg und dem benachbarten, 371 m hohen Fischbacherberg führt die L562 oder Freudenberger Straße vorbei, die Freudenberg mit Siegen verbindet.